# Now and Then (Beatles)
"Now and Then" is een lied van de Britse rockband The Beatles uit 2023. Het werd gepromoot als "het laatste nummer van The Beatles". Het is in 1977 geschreven door John Lennon, zeven jaar nadat de band officieel uit elkaar was gegaan. Hij nam thuis een demo op, maar maakte deze voor zijn dood in 1980 nooit af.
In 1995 werkten Paul McCartney, George Harrison en Ringo Starr, de drie overgebleven Beatles, aan een aantal demo's die door Lennons weduwe Yoko Ono aan McCartney had gegeven zodat de band nieuwe muziek uit kon brengen voor het project The Beatles Anthology. De nummers "Free as a Bird" en "Real Love" werden uitgebracht, maar "Now and Then" bleef op de plank liggen.
In 2021 verscheen de documentaire The Beatles: Get Back, waarvoor regisseur Peter Jackson een nieuwe techniek liet ontwikkelen: door middel van kunstmatige intelligentie kan op eenzelfde opname een stem van een instrument worden onderscheiden. Dezelfde techniek werd ook gebruikt om tijdens de productie van "Now and Then" de stem van Lennon van zijn pianospel los te weken.
Op 2 november 2023 werd "Now and Then" uitgebracht als single. Op de B-kant staat een remaster van "Love Me Do", de eerste single van The Beatles uit 1962.. Het nummer bereikte vrijwel onmiddellijk de nummer 1 op iTunes.

## Ontstaan
In de tweede helft van de jaren '70 maakte John Lennon geen nieuwe albums, omdat hij meer aandacht wilde besteden aan zijn gezin, en met name zijn pasgeboren zoon Sean. Wel bleef hij nummers schrijven, die hij thuis achter de piano opnam. Hij nam een demo van "Now and Then" in 1977 op in zijn huis in het gebouwencomplex The Dakota in New York. De coupletten zijn bijna compleet, maar er waren in de demo nog een aantal tekstregels die Lennon niet afmaakte. In het lied zingt hij iemand toe, van wie hij vindt dat deze zijn leven makkelijker maakt.

## Versie van The Beatles
Nadat Lennon in januari 1994 in de Rock and Roll Hall of Fame werd opgenomen, gaf zijn weduwe Yoko Ono twee cassettes, waar zij George Harrison eerder al had over geïnformeerd, aan Paul McCartney. Op de cassettes stonden thuisopnamen van een aantal liedjes die Lennon nooit had afgemaakt of uitgebracht. Op de ene band stonden de nummers "Free as a Bird" en "Real Love", terwijl "Grow Old with Me" en "Now and Then" op de andere cassette stonden.
In 1995 en 1996 verschenen de nummers op de eerste tape als singles ter promotie van respectievelijk de compilatiealbums Anthology 1 en Anthology 2. Voor Anthology 3 wilden de overgebleven Beatles een derde nummer afmaken. Aangezien "Grow Old with Me" in 1984 al was uitgebracht op Lennons postume album Milk and Honey, kozen zij voor "Now and Then". Na twee opnamedagen werden deze plannen alweer geschrapt. De bandleden en Jeff Lynne, de producer van de Anthology-albums, merkten dat er een zoem door Lennons demo zat die het onmogelijk maakte om een goede versie van het nummer op te nemen; er zat ook een zoem in de demo van "Real Love", maar die was minder sterk. Vanwege de kwaliteit sprak Harrison een veto tegen het nummer uit. McCartney vertelde later: "George vond het niet goed. The Beatles zijn een democratie, dus deden we het niet."
Harrison overleed in 2001. In de jaren die volgden, gingen meerdere malen de geruchten dat McCartney en Ringo Starr een Beatles-versie van "Now and Then" uit zouden brengen. Pas in juni 2023 namen deze geruchten echt vorm aan toen McCartney in een radio-interview werd gevraagd naar zijn mening over het gebruik van kunstmatige intelligentie in muziek. Hij vertelde dat hij deze techniek had gebruikt om een oude demo van Lennon op te poetsen, die datzelfde jaar nog zou verschijnen. Hij noemde geen titel, maar volgens diverse media zou het om "Now and Then" gaan.
Op 26 oktober 2023 werd duidelijk dat "Now and Then" inderdaad zou verschijnen; die dag werd officieel aangekondigd dat dit nummer een week later, op 2 november, als single zou worden uitgebracht. Een geremixte versie van "Love Me Do", de eerste single van The Beatles uit 1962, zou op de B-kant van de single staan. Tegelijk kwam de aankondiging dat deze nummers ook op de heruitgaven van de compilatiealbums 1962-1966 en 1967-1970 uit 1973 zouden verschijnen. Paul McCartney en Giles Martin, de zoon van Beatles-muziekproducent George Martin, staan vermeld als producenten van het nummer, terwijl Jeff Lynne wordt genoemd voor zijn "additionele productie".
Het bleek mogelijk om 28 jaar na de eerste poging tot het opnemen van "Now and Then" de demo alsnog zodanig op te poetsen dat het op een fatsoenlijke manier kon worden uitgebracht. Dit kwam mede door de documentaire The Beatles: Get Back uit 2021, geregisseerd door Peter Jackson. Voor deze documentaire liet Jackson een techniek ontwikkelen waardoor het mogelijk was om in audio-opnamen instrumenten en stemmen van elkaar te isoleren. Hiervoor kreeg een computer een audiofragment te horen met geluid en muziek. Vervolgens werd ingegeven welke stem of welk instrument er te horen is, waarop de machine de twee van elkaar kon onderscheiden. In 2022 werd deze techniek ook gebruik voor een nieuwe mix van het album Revolver. Voor de opname zorgde Sean Lennon voor een digitale kopie van de oorspronkelijke tape, die een betere kwaliteit had dan de tape die The Beatles in 1995 hadden gebruikt. Voor de uiteindelijke versie speelde McCartney een solo in de stijl van Harrison, alhoewel de overleden gitarist ook delen van het nummer heeft ingespeeld. Verder is een orkest te horen en werden stukken achtergrondzang uit de eerdere Beatles-nummers "Here, There and Everywhere", "Eleanor Rigby" en "Because" gebruikt.

## Uitgave
Ter promotie van "Now and Then" verscheen op 1 november 2023 een korte documentaire over de totstandkoming van het nummer op YouTube en Disney+. In de documentaire zijn de commentaren van McCartney, Starr, Jackson en Sean Lennon te horen, samen met het eerder opgenomen commentaar van Harrison.
Op 3 november ging de videoclip van het nummer in première. Hierin zijn niet eerder vertoonde beelden van The Beatles te zien, waaronder enkele beelden die door voormalig Beatles-drummer Pete Best waren aangeleverd. Ook zijn er scènes te zien die in 1995 al waren opgenomen waarin de eerste poging van McCartney, Harrison en Starr tot het opnemen van het lied getoond worden, en zijn er nieuwe beelden waarin McCartney en Starr het nummer afmaken. Verder is er videomateriaal van de jonge Beatles te zien die samen met hun oudere versies optreden.

## Muzikanten

### The Beatles[9]
- John Lennon – zang, achtergrondzang
- Paul McCartney – zang, achtergrondzang, basgitaar, lapsteelgitaar, piano, elektrische klavecimbel, schudinstrumenten
- George Harrison – achtergrondzang, elektrische en akoestische gitaar
- Ringo Starr – achtergrondzang, drums, tamboerijn, schudinstrumenten

### Orkest
- Neel Hammond, Adrianne Pope, Charlie Bisharat, Andrew Bulbrook, Songa Lee, Serena McKinney - viool
- Ayvren Harrison, Caroline Buckman, Drew Forde, Linnea Powell - altviool
- Mia Barcia-Colombo, Giovanna Clayton, Hillary Smith - cello
- Mike Valerio - contrabas

### Productie
- Paul McCartney, Giles Martin, Ben Foster – arrangement van de strijkers
- Geproduceerd door Paul McCartney en Giles Martin met additionele productie door Jeff Lynne
- Mark "Spike" Stent – stereomix
- Giles Martin, Sam Okell – Atmos-mixen
- Miles Showell – vinylrestauratie
- Oli Morgan – Atmos-restauratie
- Bruce Sugar, Steve Genewick, Greg McAllister, Geoff Emerick, Keith Smith, Mark "Spike" Stent, Steve Orchard, Jon Jacobs – engineering

## NPO Radio 2 Top 2000
| Nummer met noteringen in de NPO Radio 2 Top 2000 | '23 | '24  |
| ------------------------------------------------ | --- | ---- |
| Now and Then                                     | 667 | 1076 |

1. ↑  Een vetgedrukt getal geeft de hoogste notering aan.
2. ↑  2023 was het eerste jaar met een notering voor dit nummer.